# Syzygium villamilii
Syzygium villamilii är en myrtenväxtart som först beskrevs av Elmer Drew Merrill, och fick sitt nu gällande namn av Elmer Drew Merrill och Lily May Perry. Syzygium villamilii ingår i släktet Syzygium och familjen myrtenväxter. Inga underarter finns listade i Catalogue of Life.